# Sokol (Góry Łużyckie)

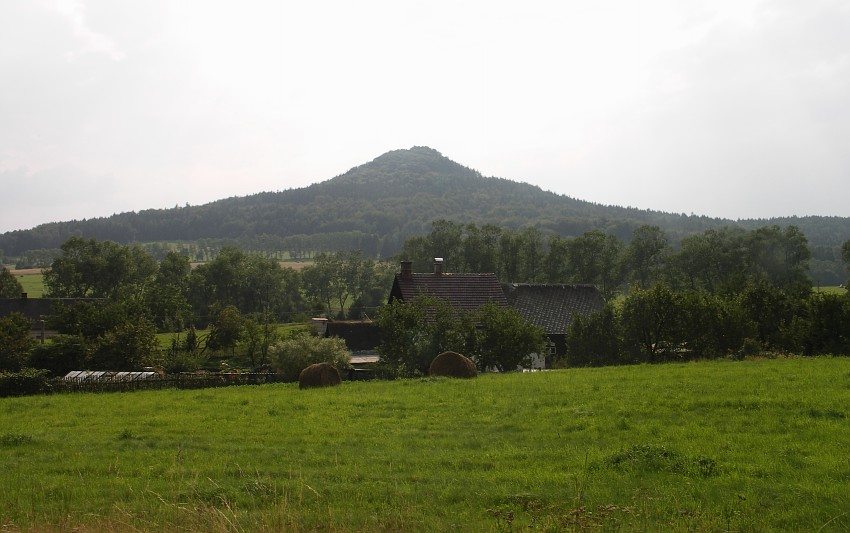
Sokol

Sokol (czes. Sokol, 593 m n.p.m.) –  góra w masywie Gór Łużyckich w paśmie Sudetów Zachodnich, w Czechach.
Góra położona jest w zachodniej części Gór Łużyckich na zachód od miejscowości Petrowice czes.Petrovice. Góra to dawna kopuła wulkaniczna, górna część góry zbudowana jest z fonolitu zawierającego kryształy szklistego skalenia, który często rozpada się na duże płyty. Góra o wyrazistym kopulastym kształcie i stromych zboczach. Na płaskim szczycie o małej powierzchni częściowo porośniętym lasem mieszanym znajdują się ruiny średniowiecznego zamku obronnego zbudowanego z kamienna. Szczyt i zbocza góry porośnięte są lasem mieszanym z przewagą buka.

## Turystyka
Na szczyt prowadzi serpentynami ścieżka oraz szlak turystyczny.
- czerwony – Europejski długodystansowy szlak pieszy E3.